# Ménil-Favay
Pour les articles homonymes, voir Mesnil.
Ménil-Favay est un village de la commune belge de Hotton située en Région wallonne dans la province de Luxembourg.

## Géographie
Ménil-Favay se trouve à deux kilomètres au sud du village de Hotton à la limite de l'Ardenne et de la Calestienne.